# 泽兰大桥
泽兰大桥（荷蘭語：Zeelandbrug）是荷兰泽兰省的一座公路高架上开桥，是荷兰最长的桥梁，连接了斯豪文-德伊弗兰和北貝弗蘭，1963年开工，1965年竣工通车。
|  |  |  |